# Nel Demeyer
Nel Demeyer, född 21 mars 2001 i Gent i Belgien, är en belgisk volleybollspelare (libero).
Demeyer spelar sedan 2019 med VC Oudegem, innan dess gick hon vid Topsportschool Vilvoorde. Hon deltog med seniorlandslaget vid EM 2021 och 2023.